# Crimond
Crimond är en ort i Storbritannien.   Den ligger i kommunen Aberdeenshire och riksdelen Skottland, i den norra delen av landet, 700 km norr om huvudstaden London. Crimond ligger 32 meter över havet och antalet invånare är 758.
Terrängen runt Crimond är platt. Havet är nära Crimond åt nordost. Runt Crimond är det ganska glesbefolkat, med 30 invånare per kvadratkilometer. Närmaste större samhälle är Peterhead, 12,7 km sydost om Crimond. Trakten runt Crimond består i huvudsak av gräsmarker.